# Journalist in Space Project
Le Journalist in Space Project est un programme de la National Aeronautics and Space Administration (NASA) conçu en 1985-1986 pour informer le public sur les vols spatiaux du programme spatial des États-Unis.
Des journalistes auraient ainsi volé dans l'espace à bord de la navette spatiale américaine pour écrire des articles et faire des reportages.
Une quarantaine de finalistes sont sélectionnés, parmi plus de 1 700 candidatures, mais le projet est abandonné après l'accident de la navette spatiale Challenger en 1986.